# Арбузовка (Мордовия)
Арбу́зовка — село в Инсарском районе Мордовии в составе Кочетовского сельского поселения.

## География
Село расположено на расстоянии примерно 2 км (по прямой) на юго-запад от районного центра города Инсар.

## История
Село упоминается с 1869 года, когда оно было отмечено как казённое село из 127 дворов. Последняя церковь существовала с 1863 года до времен советской власти.

## Население
| 1989 | 2002 | 2010 |
| ---- | ---- | ---- |
| 221  | ↘170 | ↘121 |

Постоянное население составляло 170 человек (русские 84 %) в 2002 году, 121 человек в 2010 году.

## Известные уроженцы
- Ширшков, Николай Григорьевич (1867—?) — крестьянин, депутат Государственной думы I созыва.